# 순유
순유(荀攸, 157년 ~ 214년)는 중국 후한 말기의 관료로, 자는 공달(公達)이며 예주 영천군 영음현(潁陰縣) 사람이다. 순욱의 조카로, 순담(荀曇)의 손자이며 순이(荀彝)의 아들이자 순집(荀緝)·순적(荀適)의 아버지이다. 시호는 경후(敬侯).
배잠론(裴潛論)에서 순유는 총명하며 창의력이 뛰어난 정치가라 말했으며 조조군의 사대참모(四大參謀)로 전쟁을 계획한 군사라 평했다.

## 생애
처음엔 동탁의 신하로써 그를 섬겼으나, 동탁의 전횡을 보고 분노하여 동탁을 암살할 계획을 세웠다. 그러나 사전에 발각되어 감옥에 투옥돼 사형이 결정되었다. 그러나 사형이 집행되기 전에 동탁이 왕윤에게 암살당했기 때문에 풀려날 수 있었다. 그 후 할거할 수 있는 곳을 찾아 자신이 원하던 촉군태수가 되려 했으나, 유언이 이미 교통로를 끊어버렸기에 형주에 머물게 되었다. 그리고 헌제를 자신의 본거지로 맞이한 조조에게서 편지가 와서, 군사로써 그를 섬기게 되었다.
여포 토벌, 관도 전투 등 조조의 중요한 전투 대부분에 군사로써 종군하여 조조에게 항상 적절한 조언을 하였다. 또 실제 전투에서도 관도 전투의 전초전인 백마 전투에서는 원소군의 기병대장 문추를 죽이는 공적을 세웠다. 그 때문에 곽가 사후에는 조조의 최측근으로써 항상 곁에 있었고 그 신임이 특히 두터웠다고 한다.
적벽 전투에서도 순유는 적이 화공을 준비하려는 책략을 알아채고 이에 대한 대비책을 준비하라고 조언하였으나, 이미 승리를 자신하던 조조가 받아들이지 않았다. 이후 사태는 순유가 걱정한 대로 화공에 의해 조조군이 대패하고 말았다.
214년 조조의 오 토벌에 종군하던 시기 병으로 인해 쓰러져 얼마안가 진중(陣中)에서 사망했다. 경후(敬侯)라는 시호가 내려졌다. 조조는 순유에 대한 이야기를 할 때마다 눈물을 흘렸다고 한다.
순유는 조조의 패업을 지탱했던 명군사였다. 조조 최측근이면서도 사치를 부리는 일도 없었고, 언제나 겸손하고 친절하여 친구가 많았다고 한다. 특히 종요와는 절친하여 순유가 죽을 때, 남겨진 아이들의 뒷바라지를 종요에게 맡기겠다고 유언하였다. 그러나 아들 2명도 일찍 세상을 떠났기에 순유의 집안은 한미해졌고, 이후 순유의 손자 순표(荀彪)가 성인이 되어 가문을 부흥시켰다.

## 저서
《위관의》(魏官儀) 1권이 있었다. 양나라 때까지 전해졌으나, 수나라 때 이미 소실되었다.

## 삼국지연의에서의 순유
『삼국지연의』(三國志演義)에서는 214년 조조가 위왕(魏王)에 오르는 것을 반대하여 이것이 조조의 노여움을 사서 순유는 얼마안가 충격으로 병사했다고 기록되어 있으나, 정사(正史)에서는 조조가 왕이 되는 것을 찬성하였다고 전해지고 있다.

### 관련 인물
- 순심
- 순연
- 순욱(荀彧)
- 순욱(荀勗)
- 순황

## 같이 보기
- 삼국지 인물 목록
- 진수 (서진)
- 배송지
- 사마광